# Serge Comte
Pour les articles homonymes, voir Comte (homonymie).
Serge Comte est un artiste installationniste[Quoi ?] et vidéaste, né le 9 juillet 1966 à La Tronche en France. Il travaille à Paris et Grenoble et vit à Reykjavik en Islande.

## Biographie
Études à École supérieure d'art de Grenoble (1990-1995), puis à l'University of Art & Design, Kobe (1993), School of Art & Handcraft, Reykjavik (1993-1994).
Serge Comte utilise différents doubles ou avatars, dont Philippe Dorain, coréalisateur de Loup-Loup, Orange Sanguine et I Love Mikey, et Stéfan Morvant, Fliegenpilz alias Stéfan Morvant en 1996.

## Son œuvre
Son œuvre est peuplée de figures, de personnages et d’auto-portraits souvent réalisées avec des matériaux particuliers ou sans qualité : notes Post-it, briques Lego, palettes de transport, perles plastiques ...
- Délicieuses pucelles n°15, impression jet d'encre sur Rhodoïd transparent, 2000, Frac Poitou-Charentes, Angoulême[2]
- Délicieuses pucelles n°7, impression jet d'encre sur Rhodoïd transparent, 2000, Frac Poitou-Charentes, Angoulême[2]
- Délicieuses pucelles n°25, impression jet d'encre sur Rhodoïd transparent, 2000, Frac Poitou-Charentes, Angoulême[2]
- Toi et Moi : Philosophal, assemblage de briques Lego, 2000, Musée d'art moderne de Saint-Étienne Métropole[3]

### Œuvre sonore, discographie
- 1997 : Ganz Angst, galerie Jousse Seguin, Paris, 1997, disque vinyle format 10"[4]
- 1997 : iwannabeyourfavoritebee, Crash Production, édité à 500 exemplaires[5]
- 2002 : Rodéo, SFC 750, disque 45 tours, avec Carole Fournier et Frédéric Fournier, pochette sérigraphiée, édité à 300 exemplaires[6]
- 2004 : Love Me Again More, pour Vibrö 2, The Broken Tale Issue, CD (track 09), piste 9, Vibrö, Paris[7]
- 2004 : A.N.T.I.R.U.S.T, CD audio, Reykjavik[7],[4]

### Vidéos
- 1992 : Loup-Loup, Collection Centre Georges Pompidou, cosignée par Serge Comte et Philippe Dorain, son avatar[8],[9]
- 1993 : Orange Sanguine, Collection Centre Georges Pompidou, cosignée par Serge Comte et Philippe Dorain, son avatar[10],[9]
- 1995 : I Love Mikey, Collection Centre Georges Pompidou, cosignée par Serge Comte et Philippe Dorain, son avatar[11],[9]

### Badges
Dans le cadre du projet Pin-up, Badges by artists  (badges d'artistes) :
- 2005 : # PIN-UP021[12]
- 2005 : # PIN-UP015[13]
- 2006 : Antirust special edition 6 (édition spéciale, 100 exemplaires numérotés)[14]

## Quelques expositions

### Personnelles
- 1996 : Fliegenpilz alias Stéfan Morvant, A.P.A.C, Nevers, France
- 1997 : paillette attack demo 1.0, Galerie Mire, Genève, Suisse
- 1997 : Faire tapisserie, Galerie Sintitulo, Nice, France
- 1997 : In search of Serge in the plastic surgery, Artdealer2, Marseille, France
- 1998 : Password:******, Galerie Jousse Seguin, Paris, France
- 1999 : Tapisserie, Institut français, Berlin, Allemagne
- 1999 : ok & ko, Schloss Solitude, Stuttgart, Allemagne
- 1999 : Le gardien, Institut français, Berlin, Allemagne
- 2000 : attack de lux, site archéologique de Glanum, Saint-Rémy-de-Provence, France
- 2001 : 4x4, stand F.I.A.C Jousse entreprise, Paris, France
- 2002 : ROUGENEIGE, Galerie Jousse entreprise, Paris, France[15]
- 2003 : Wanted, The living Art Museum, Reykjavik, Islande
- 2004 : The 50 lifes of Jive the firefly, Galerie Almine Rech, Paris, France
- 2006 : Repositionnable, Métro Ligne 14, Paris, France
- 2008 : MAMMMMMA, Centre d'art contemporain OUI, Grenoble[16]

### Collectives
- 1996 : Curator Morgane Rousseau, Ouverture 2, Château de Bionnay.
- 1998 : Solo # 10, Bonn, Allemagne
- 2000-2001 : Solitude au Musée, Musée d'art moderne de Saint-Étienne[17]
- 2024 : Fabriquer l’art ? Le laboratoires d’expériences, Musée des Beaux-Arts de Libourne[18]

## Publications
- visAvis : the light house project, Galerie Jousse Seguin & Blocnotes, 1998[19],[20]
- Z, Jousse-entreprise, 2002[21]